# Giovanni Lajolo

Znak kardinála Lajoly

Giovanni kardinál Lajolo (* 3. ledna 1935 Novara) je italský římskokatolický kněz, vatikánský diplomat, vysoký úředník římské kurie, kardinál.

## Kněz
Studoval teologiii a filozofii na Papežské univerzitě Gregoriana, kněžské svěcení přijal 29. dubna 1960. Později studoval kanonické právo v Mnichově a připravoval se na diplomatickou dráhu v Papežské diplomatické akademii. V roce 1968 byl vyslán do Německa jako sekretář nunciatury v Bonnu. Od listopadu 1974 začal pracovat ve státním sekretariátu. V letech 1985 až 1989 přednášel na Papežské diplomatické akademii.

## Biskup
Dne 3. října 1988 byl jmenován sekretářem Správy majetku Apoštolského stolce a jmenovaný arcibiskupem. Biskupské svěcení mu udělil papež Jan Pavel II. 6. ledna 1989. Dne 7. prosince 1995 byl jmenovaný nunciem v Německu a 7. října 2003 sekretářem pro vztahy se státy. Ve funkci, které se ujal 24. listopadu téhož roku vystřídal kardinála Jean-Louis Taurana, kterého Jan Pavel II. jmenoval archivářem a knihovníkem římské církve.  V červnu 2006 ho papež Benedikt XVI. nominoval do čela Papežské komise pro vatikánský stát, kde vystřídal kardinála Szoku, který dovršil kanonický věk,  úřadu se ujal v polovině září téhož roku. Stal se zároveň předsedou governatorátu tohoto městského státu.

## Kardinál
Členem kardinálského kolegia se stal rozhodnutím Benedikta XVI. na konsistoři 24. listopadu 2007. V září 2011 papež Benedikt XVI. přijal jeho rezignaci, kterou předložil z důvodu dovršení kanonického věku. Jeho nástupcem se stal arcibiskup Giuseppe Bertello. 